# Walter Rubusana
Walter Benson Rubusana (1858-1936) est un pasteur et un homme politique sud-africain, membre fondateur du Congrès national africain (ANC) en 1912 et premier homme noir à siéger au conseil provincial du Cap (1910-1914). 

## Biographie
Né le 21 février 1858 dans le district de Sommerset Est en 1858, il est instituteur et est ordonné pasteur évangéliste par la société missionnaire de Londres en 1884.
Diplômé d'un doctorat en philosophie de l'université McKinley, il est membre fondateur de la Native Educational Association (1879) qui se fixe pour objectif de développer l'instruction des peuples indigènes d'Afrique du Sud.
Proche au départ de la Native Electoral Association dirigé par John Tengo Jabavu, qui soutient une alliance avec les libéraux blancs du Cap pour contrer l'Afrikaner Bond, il participe au lancement du journal Izwi Labantu (1898) à East London, défendant une action politique purement africaniste. Néanmoins, il soutient activement les Britanniques durant la seconde guerre des Boers. Il participe ensuite au South African Native Congress (SANC) dont le rayonnement politique à vocation nationale ne se limite dans les faits qu'à la colonie du Cap et dont le but est de faire reconnaitre les sud-africains noirs en tant que sujets britanniques. En 1907, le SANC s'adresse directement au Roi par le biais d'une pétition par laquelle les signataires affirment leur loyauté à la Couronne tout en réclamant des droits similaires à ceux des Blancs.
Rubasana est en 1909 président de la convention native sud-africaine qui tente de proposer son propre projet de constitution en parallèle à celle officielle faites par les partis sud-africains blancs. Au sein d'une délégation du Cap, il tente sans succès à Londres d'empêcher la signature du South Africa Act. 
À la suite de la formation de l'Union sud-africaine en 1910, il est élu au conseil provincial du Cap où, représentant la circonscription du Tembuland, il est le premier noir membre du parlement provincial. En 1911, il se rend à Londres et en revient convaincu de la nécessité d'établir une formation nationale représentant les noirs sud-africains.  
En janvier 1912, il participe à Bloemfontein à la fondation de la South African Native National Congress (future congrès national africain) aux côtés de John Dube. En 1914, il revient avec une délégation à Londres pour protester contre la nouvelle loi foncière sud-africaine. Il reçoit l'appui du Parti travailliste britannique mais le secrétaire au colonial office lui répond que l'état sud-africain est maintenant souverain sur ses affaires intérieures. 
En 1914, Rubasana se représente aux élections provinciales. Il doit faire face à Jabavu, qui a démissionné de l'ANC et tenté de former une organisation concurrente, la South African Races Congress. Cet affrontement divise en deux le vote de couleur (294 voix pour Jabavu et 852 pour Rubasana), permettant la victoire d'un troisième candidat, un blanc, capitalisant sur lui l'ensemble des voix blanches de la circonscription (1004 voix). 
Au moment du déclenchement de la Première Guerre mondiale, Rubasana assure le gouvernement Louis Botha de la volonté du SANNC de participer à l'effort de guerre. Rubasana s'engage personnellement à amener 5000 hommes  mais le général Jan Smuts, tout en le remerciant, décline sa proposition et le soutien du SANNC au motif qu'il s'agit d'une guerre de blancs (White man's war). 
En dépit de ce rejet, Rubusana parvient à convaincre les responsables de son parti de déclarer un moratoire sur les actions de protestations. Il y voit surtout une bonne occasion de démontrer la loyauté des Noirs sud-africains aux institutions de l'Empire britannique et espère en être récompensé. 
En 1918, deux délégations sud-africaines se rendent en Europe à l'occasion du traité de Versailles. L'une est dirigée par le général James Barry Hertzog, dirigeant du parti national (opposition) et la seconde est dirigée par Solomon Plaatje pour l'ANC. La délégation de Hertzog est la seule à être reçue à Londres avec tous les égards et à obtenir des garanties pour une plus grande autonomie sud-africaine tandis que celle de l'ANC revient au Cap sans aucun résultat concret. C'est la dernière fois que l'ANC fait appel à la Grande-Bretagne. 
En 1919, Rubusana présente un projet de charte libéral comme constitution de l'ANC à la conférence du parti puis passe les 17 dernières années de sa vie, retiré de toute activité politique publique. Il meurt le 17 avril 1936 à l'âge de 78 ans.

## Sources
- Rev. S.W.T. Luzipho, UBomi buka Walter Benson Rubusana, SOAS Library, Londres.
- T.D. Mweli Skota, African Yearly Register, Johannesburg, 1930.